# Habenaria obtusa
Habenaria obtusa är en orkidéart som beskrevs av John Lindley. Habenaria obtusa ingår i släktet Habenaria och familjen orkidéer. Inga underarter finns listade i Catalogue of Life.